# Lionel Chevrier
Lionel Chevrier PC CC QC (* 2. April 1903 in Cornwall, Ontario; † 8. Juli 1987 in Montréal) war ein kanadischer Jurist, Diplomat und Politiker der Liberalen Partei Kanadas, der mehr als 25 Jahre Abgeordneter des Unterhauses, mehrmals Minister sowie Hochkommissar in Großbritannien war.

## Leben

### Jurist, Abgeordneter und Minister

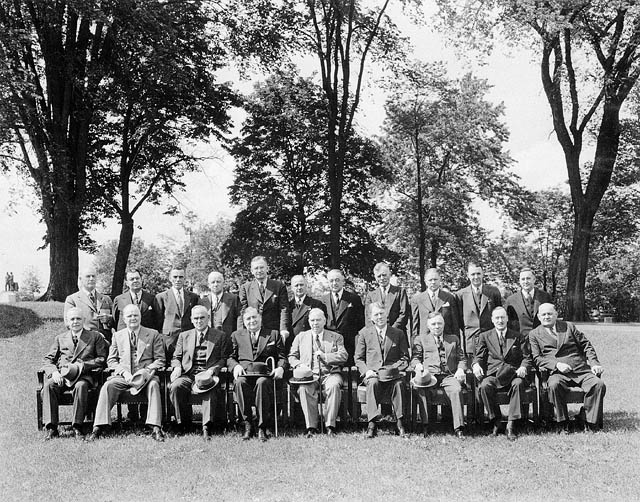
Das 16. Kabinett Kanadas mit Premierminister William Lyon Mackenzie King (1. Reihe, 4.v.l.) und Verkehrsminister Lionel Chevrier (2. Reihe, 3.v.r.) am 19. Juni 1945

Nach dem Schulbesuch absolvierte Chevrier ein Studium, das er mit einem Bachelor of Arts (B.A.) an der Universität Ottawa sowie einem Bachelor of Philosophy (Ph.B.) an der Universität Montreal abschloss. Nach einem Studium der Rechtswissenschaften an der Osgoode Hall Law School der York University nahm er 1928 eine Tätigkeit als Rechtsanwalt, Barrister und Solicitor auf und wurde 1939 zum Kronanwalt berufen.
Bei den Unterhauswahlen vom 14. Oktober 1935 wurde Chevrier als Kandidat der Liberalen Partei erstmals zum Abgeordneten in das Unterhaus gewählt und vertrat in diesem bis zu seinem Mandatsverzicht am 1. Juli 1954 den Wahlkreis Stormont.
1940 übernahm er innerhalb der Fraktion der Liberalen seine ersten Aufgaben und war bis 1943 sowohl stellvertretender Parlamentarischer Geschäftsführer (Deputy Whip) als auch Assistent des Parlamentarischen Hauptgeschäftsführers (Chief Government Whip’s Assistant). Im Anschluss übernahm er sein erstes Regierungsamt und war zwischen dem 1. April 1943 und dem 16. April 1945 Parlamentarischer Assistent beim Minister für Munition und Versorgung.
Am 8. April 1945 wurde Chevrier schließlich von Premierminister William Lyon Mackenzie King als Verkehrsminister in das 16. kanadische Kabinett berufen, dem er bis zum Ende von Kings Amtszeit am 15. November 1948 angehörte. Das Amt des Verkehrsministers bekleidete er auch in der von Kings Nachfolger Louis Saint-Laurent anschließend gebildeten 17. Regierung Kanadas vom 15. November 1948 bis zu seinem Rücktritt am 30. Juni 1954.

### Oppositionsführer und Hochkommissar in Großbritannien
Nach seinem Ausscheiden aus der Regierung und dem Unterhaus wurde er am 1. Juli 1954 Präsident der St-Lawrence Seaway Authority, der für den Sankt-Lorenz-Seeweg zuständigen Aufsichtsbehörde. Nach Beendigung dieser Tätigkeit wurde er am 25. April 1957 von Premierminister Saint-Laurent wieder in die Regierung berufen und übernahm dort bis zum Ende von dessen Amtszeit am 20. Juni 1957 für knapp zwei Monate das Amt des Präsidenten des Kronrates.
Bei der Wahl vom 10. Juni 1957 wurde Chevrier abermals zum Abgeordneten in das Unterhaus gewählt und vertrat diesmal bis zu seinem erneuten Mandatsverzicht am 6. Februar 1964 den Wahlkreis Laurier. Während der folgenden Jahre der Liberalen Partei in der Opposition wirkte er vom 14. Oktober 1957 bis zum 5. Februar 1963 als Vorsitzender der Fraktion der Liberalen Partei und war in dieser Funktion zugleich Führer der Opposition im Unterhaus (Leader of the Opposition in the House of Commons).
Nach dem Wahlsieg der Liberalen Partei bei den Unterhauswahlen vom 8. April 1963 wurde er von Premierminister Lester Pearson in das 19. kanadische Kabinett berufen und war in diesem bis zu seinem Rücktritt am 2. Februar 1964 Justizminister und Generalstaatsanwalt.
Am 6. Februar 1964 trat er die Nachfolge von George A. Drew als Hochkommissar in Großbritannien an. Die Funktion bekleidete er bis zum 30. März 1967 und wurde dann von Charles Stewart Almon Ritchie abgelöst.
Für seine jahrzehntelangen politischen und diplomatischen Verdienste wurde Chevrier am 22. Dezember 1967 zum Companion des Order of Canada ernannt.

## Veröffentlichungen
- The St. Lawrence Seaway, Toronto 1959